# الدر المصون في علوم الكتاب المكنون
الدر المصون في علوم الكتاب المكنون، كتاب في علوم القرآن، وهو في نفس الوقت يعد تفسيرًا للقرآن، يشتمل في إعراب الآيات القرآنية، وعلم القراءات، والنحو واللغة، والشعر، والبلاغة، وغيرها من العلوم. من تأليف السمين الحلبي.

## المؤلف والمحقق
المؤلف: أحمد بن يوسف بن محمد بن مسعود الحلبي المعروف بالسمين النحوي.
نشأ السمين الحلبي في حلب وترعرع فيها، و تعلّم النحو والقراءات وبرع فيهما، وسمع الحديث، ورحل إلى مصر واكتسب منها الكثير من العلوم، وخاصة النحو والقراءات، ومات في القاهرة سنة 756هـ.

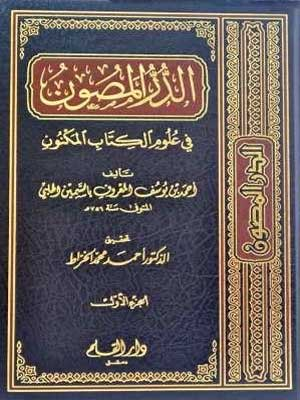
كتاب الدر المصون في علوم الكتاب المكنون

المحقق: أحمد محمد الخراط.

## وصف الكتاب
الكتاب مرجع رئيسي في بابه، وموسوعة علمية حَوَت الكثير من آراء السابقين، اهتم فيه مصنفه بالجانب اللغوي بشكل كبير أو غالب، فذكر الآراء المختلفة في الإعراب، إضافة إلى شرح المفردات اللغوية، كذلك أوجه القراءات القرآنية، كما أنه ألمح إلى الكثير من الإشارات البلاغية، وذكر الكثير من الشواهد العربية فقلما نجد صفحة إلا وفيها. شاهد أو أكثر.

## مميزات الكتاب
1- يعد موسوعة قرآنية ضخمة في جمع ما ورد في إعراب الآية من أقوال وآراء. وفي القراءات وتوجيهها، وفي إعراب القرآن، و تفسيره اللغوي والبلاغي.
2- تميز منهج السمين في إعراب القرآن بميزات هامة، أهمها: عنايته بالمعنى في الإعراب، والتزام الظاهر، ونبذ الإغراق والتمحل، وحمل القرآن على الأوجه الصحيحة والمشهورة، وتنـزيهه عن الأوجه الضعيفة.
3- اعتنى السمين بدراسة البلاغة القرآنية، من علوم البيان والمعاني والبديع، وأبرز بلاغة القرآن في الترتيب، وسر اختيار الألفاظ والجمل.
4- لم تكن للسمين عناية بالنواحي العقدية والفقهية في الكتاب، لأنه قد توسع فيها في كتابه الآخر: التفسير الكبير.
5- تأثر بالدر المصون وأفاد منه عدد من المفسرين واللغويين والنحاة، أبرزهم الشهاب الخفاجي، في حاشيته على البيضاوي، والجمل في الفتوحات الإلهية والألوسي في روح المعاني والشُّمّني في المصنف في الكلام على المغني، والشيخ خالد الأزهري في شرح التصريح على التوضيح ، وعبد القادر البغدادي في حاشيته على بانت سعاد.
6- اعتبار القراءات القرآنية حجة كبيرة على علم النحو، وليس العكس. وقد رد السمين الحلبـي كثيرًا من توجيهات بعض العلماء للقراءات.
7 - اهتم اهتمامًا بالغًا بالقراءات وتوجيهها، و احتج لها بالقرآن الكريم والسنة النبوية وبأقوال الصحابة والتابعين وأقوال المفسرين، وباللغة والنحو والشعر ولغات العرب وغير ذلك.

## ما يؤخذ على كتابه
1 - ترجيحه لبعض القراءات المتواترة على أختها، و هو بهذا قد خالف منهجه المحافظ عليه.
2 - احتجاجه للقراءات الشاذّة بالقرآن الكريم و بالسنة النبوية.
3 - توجيهه للقراءات الشاذّة دون أن يبين أنها شاذة.